# Waipatiki
Pour les articles homonymes, voir Waipatiki Beach.
'Waipatiki est une localité de l’intérieur, située sur le trajet du ‘Waipatiki Stream’ dans le district de Hastings, dans la région de Hawke's Bay, dans l ’île du Nord de la Nouvelle-Zélande.

## Situation
Elle siège à environ 5 km au sud de ‘Toi Flat’ et à une distance similaire au nord de la ville de Weber. Elle est localisée à 100 km au sud de la cité de Napier.
- Waipatiki Beach, est un village situé à -39° 18 South, 176° 58 East, à 20 -kilomètres au nord de la ville de Napier.